# Intel 8257

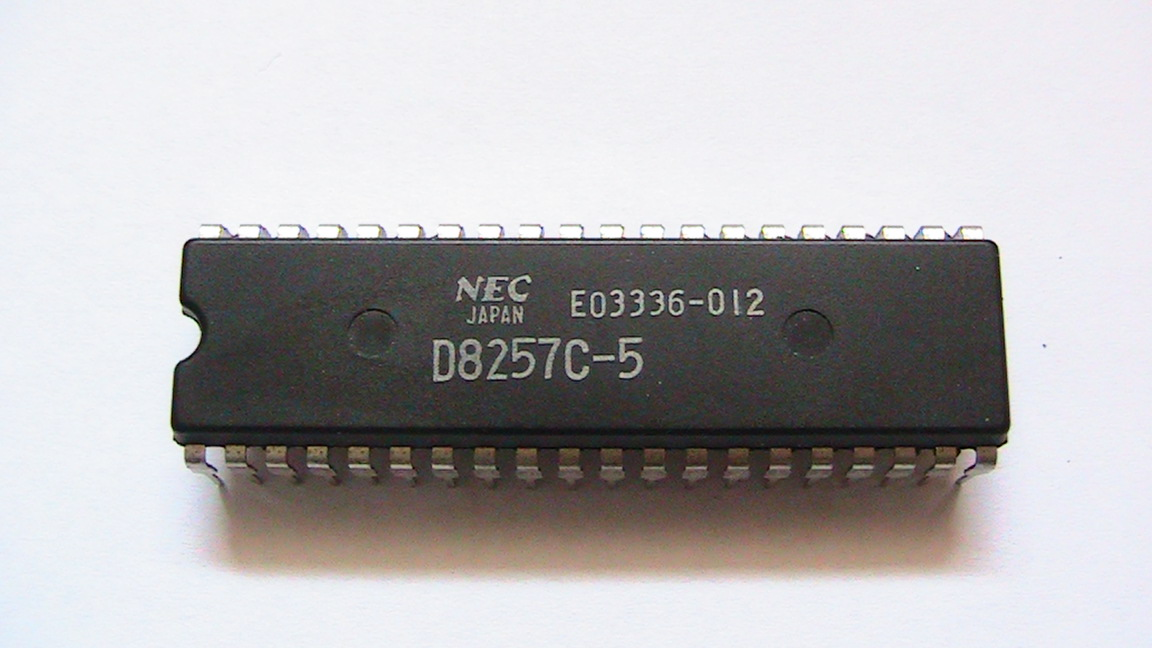
Clon de 8257 de NEC (μPB8257C-5)

El Intel 8257 es un controlador de acceso directo a memoria (DMA), parte de la familia de microprocesadores MCS 85. El chip se suministra en un paquete DIP de 40 pines.
Con cuatro canales DMA, el 8257 admite la transferencia rápida de datos desde memorias o componentes externos a la memoria del sistema sin una mayor participación de la CPU . La variante más rápida 8257-5 es adecuada para la familia de procesadores Intel 8080/8085. El dispositivo viene en un paquete DIL de 40 pines. El era U. A. con licencia de NEC y Siemens.
Otro desarrollo es el 8237, que i.a. se utilizó en las primeras PC de IBM.